# Мухаметдинова, Сагида Хашимовна
Сагида Хашимовна Мухаметдинова (29 сентября 1931, Зуяково, Башкирская АССР — 19 марта 2018, Белорецк, Башкортостан) — канатчица Белорецкого металлургического комбината. Почётный гражданин г. Белорецка. Герой Социалистического Труда.

## Биография
Родилась 25 сентября 1931 года в с. Зуяково Белорецкого района БАССР.
Образование — среднее. Трудовую деятельность начала в 1947 г. после окончания школы фабрично-заводского обучения канатчицей Белорецкого металлургического комбината. За короткое время в совершенстве овладела своей профессией и из года в год добивалась высоких показателей в работе, ежедневную норму выработки выполняла не ниже 110 процентов. Одной из первых поддержала почин многостаночного обслуживания и работала на 8—10 машинах вместо трёх по норме.
В 1976 г. С. X. Мухаметдинова выступила инициатором социалистического соревнования за досрочное выполнение плана десятой пятилетки (1976—1980), приняла повышенные социалистические обязательства, с которыми успешно справилась. За пятилетку выполнила семь годовых норм, выдала 1 миллион 800 тысяч метров сверхплановых прядей отличного качества при обязательстве 1 миллион метров. План 1980 г. выполнила досрочно — к 29 июля, произвела 310 тысяч метров прядей при плане 250 тысяч. В августе 1980 г. взяла повышенные социалистические обязательства: выполнить девять месячных норм к 22 февраля 1981 г. и выдать сверх плана 150 тысяч метров. На 1 января 1981 г. выполнила восемь месячных норм, выдав дополнительно к плану 230 тысяч метров прядей высокого качества.
Инициатор всех передовых трудовых начинаний С. X. Мухаметдинова подала 4 рационализаторских предложения, которые позволили усовершенствовать технологию изготовления прядей, улучшить условия труда. Опытная наставница за годы десятой пятилетки обучила своей профессии 8 человек.
За выдающиеся производственные достижения, досрочное выполнение заданий десятой пятилетки и принятых социалистических обязательств по выпуску продукции, улучшению её качества, повышению производительности труда и проявленную трудовую доблесть Указом Президиума Верховного Совета СССР от 2 марта 1981 г. С. X. Мухаметдиновой присвоено звание Героя Социалистического Труда.
С 1984 г. работала мастером производственного обучения Белорецкого среднего профессионально-технического училища № 25, в 1986 г. вышла на заслуженный отдых.
На здании лицея № 25 г. Белорецка установлена мемориальная доска в честь Героя.
Жила в Белорецке. Умерла 19 марта 2018 года.

## Награды
- Герой Социалистического Труда (1981)
- Награждена орденами Ленина (1971, 1981), Октябрьской Революции (1974), «Знак Почёта» (1966), медалями
- заслуженный металлург Башкирской АССР (1982).